# Hank Lehvonen
Hank Lehvonen (Sarnia, Ontario, 1950. augusztus 26. – 2022. július 20.) kanadai profi jégkorongozó.

## Pályafutása
Junior karrierjét az OHL-es Peterborough Petesben kezdte 1967–1968-ban. Még ebben a szezonban átigazolt a szintén OHL-es Kitchener Rangersbe, ahol 1970-ig játszott. Az 1970-es NHL-amatőr drafton a Minnesota North Stars választotta ki az ötödik kör 62. helyén. 1970–1971-ben kezdte meg felnőtt pályafutását az EHL-es Clinton Cometsben, ahol mindössze három mérkőzésen lépett jégre, majd átkerült az IHL-es Port Huron Flagsbe. 1971–1973 között az IHL-es Port Huron Wingsben játszott. Az 1973–1974-es szezont kihagyta szerződésgondok miatt. Az 1974–1975-ös szezonban négy mérkőzést játszhatott az NHL-ben a Kansas City Scoutsban, majd visszakerült a Port Huron Flagsbe. A következő szezonban ebben illetve a szintén IHL-es Toledo Goaldiggers-ben szerepelt. 1976–1977-ben a Port Huron Flagsből vonult vissza időlegesen, majd egy év szünet után a finn liga Jokerit Helsinki csapatában játszott 1978–1980 között. Még két évet játszott a finn ligában a Ilves Tampereben, végül visszavonult 1982-ben.

## Díjai
- Turner-kupa: 1971